# Lintusaari (ö i Kannonkoski, Lintuselkä)
Lintusaari är en ö i Finland. Den ligger i sjön Kivijärvi och i kommunen Kannonkoski i den ekonomiska regionen  Saarijärvi-Viitasaari och landskapet Mellersta Finland, i den centrala delen av landet, 300 km norr om huvudstaden Helsingfors. Öns area är 4,3 hektar och dess största längd är 390 meter i sydöst-nordvästlig riktning.